# Bayerische Raiffeisen-Beteiligungs-Aktiengesellschaft
Die Bayerische Raiffeisen-Beteiligungs-Aktiengesellschaft (BRB) ist die Holdinggesellschaft der bayerischen Primärgenossenschaften mit Sitz in Beilngries. Sie hält Beteiligungen an neun Gesellschaften und drei überregionalen Verbundunternehmen (zumeist aus dem genossenschaftlichen Bereich).

## Geschichte
Bis 1980 gehörte der Bankdirektor Theodor Fischer (* 1916) dem Vorstand der Bayerische Raiffeisen-Zentralbank AG an.  Als im Jahr 1985 diese in wirtschaftliche Schieflage kam, wurde ihr Bankgeschäft auf die DG Bank übertragen. Die BRZ wurde als Beteiligungsgesellschaft weitergeführt, die Anteile an Unternehmen der genossenschaftlichen Organisation in Bayern hält.
1986 wurde die Gesellschaft in „Bayerische Raiffeisen-Beteiligungs-Aktiengesellschaft“ (BRB) umbenannt.

## Vorstand
Den Vorstand bilden Wilhelm Oberhofer, Vorstandsmitglied der Raiffeisenbank Kempten-Oberallgäu eG in Sonthofen und Joachim Hausner, Vorstandsvorsitzender der VR-Bank Bamberg-Forchheim eG in Bamberg.

## Aufsichtsrat
Aufsichtsratsvorsitzender ist Wolfgang Altmüller.

## Beteiligungen
Die BRB hält folgende Beteiligungen (3. Januar 2023):
- 34,26 % an der BayWa AG mit Sitz in München
- 25,00 % an der Bayerischen Raiffeisen- und Volksbanken Verlag GmbH (BRVG) in München
- 7,36 % an der DZ Bank mit Sitz in Frankfurt am Main
- 1,12 % an der R+V Versicherung in Wiesbaden
- 1,11 % am Einkaufs-Center-Fonds in Frankfurt am Main
- 1,53 % an der Münchener Hypothekenbank, München

Aufgrund eines Treuhand- und Übertragungsvertrages zwischen der DZ Bank und der BRB hält die BRB treuhänderisch Anteile an den überregionalen Verbundunternehmen Bausparkasse Schwäbisch Hall, Deutsche Genossenschafts-Hypothekenbank und der R+V Versicherung.

## Unternehmen im genossenschaftlichen Verbund
Als Unternehmen des genossenschaftlichen Bereichs arbeitet die BRB eng mit dem Genossenschaftsverband Bayern e. V. und der Beteiligungs-Aktiengesellschaft der bayerischen Volksbanken zusammen. Da die BRB kein eigenes Personal hat, wurde dem Genossenschaftsverband Bayern e. V. die Geschäftsbesorgung übertragen.